# Uxbridge

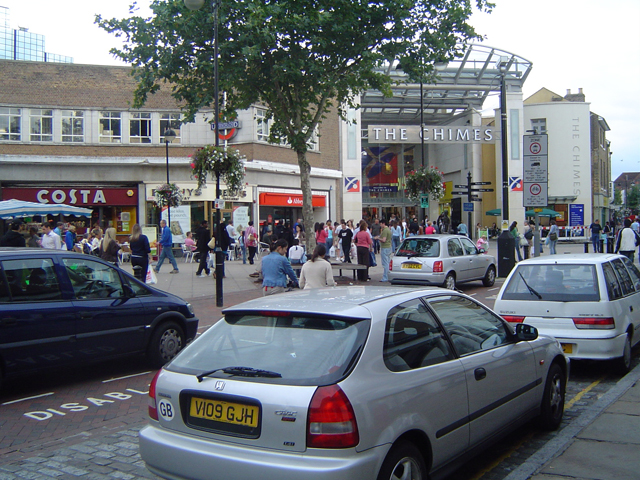
The Chimes y Calle Mayor de Uxbridge.

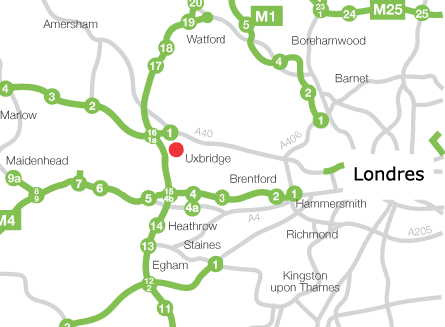
Uxbridge en el Área Metropolitana de Londres, Inglaterra.

Uxbridge (pronunciado /'ʌksbrɪdʒ/) es un pueblo en el noroeste de Londres, Inglaterra, y la sede administrativa del distrito municipal londinense de Hillingdon, uno de los 32 barrios que conforman el Área Metropolitana de Londres. Está localizada al noroeste de Charing Cross y a 24.1 kilómetros del centro de Londres y es uno de los principales centros metropolitanos identificados en el Plano de Londres. Está rodeada de zonas verdes, por lo que aglutina la tranquilidad de una ciudad pequeña, pero situada junto a la gran metrópolis londinense y todos los servicios que ésta ofrece.
Históricamente formó parte del distrito de Hillingdon en el condado de Middlesex y era un significativo centro comercial local desde una edad temprana. Como consecuencia del crecimiento suburbano de Londres en el Siglo XX, se amplió y aumentó en población, convirtiéndose en un Distrito Municipal en 1955 y ha formado parte del Gran Londres desde 1965. Uxbridge es un significativo centro de venta al público y comercial, y es donde se ubica la Brunel University. La ciudad está cercana al límite con Buckinghamshire, en la zona del Río Colne.
Uxbridge es famosa por tener una base de las fuerzas aéreas británicas, la famosa Royal Air Force, donde durante mucho tiempo estuvo situado el cuartel general de los bombarderos que participaron en la Segunda Guerra Mundial. Hoy día puede visitarse la réplica de uno de estos aviones a la entrada de la base.
Asimismo, Uxbridge es una zona comercial muy animada, por lo que la gran mayoría de las calles son peatonales. Hay dos grandes centros comerciales a los que acuden los residentes de toda el área de Hillingdon para hacer sus compras, pues cuenta con un nutrido abanico de tiendas de moda y espacios de ocio.
Uxbridge es servido por una estación del Metro de Londres, sobre el Metropolitan Line y el Piccadilly Line. La ciudad era servido por dos estaciones de tren, Uxbridge High Street y Uxbridge Vine Street; ambas fueron cerradas en 1964.

## Toponimia
El nombre de Uxbridge deriva de "Wuxen Bridge", un lugar que debió estar donde ahora se erige el pub "Swan and Bottle". Wuxen era el nombre de una tribu sajona del Siglo VII.